# Pempheris adspersa
Pempheris adspersa är en fiskart som beskrevs av Griffin 1927. Pempheris adspersa ingår i släktet Pempheris och familjen Pempheridae. Inga underarter finns listade i Catalogue of Life.